# Valle de Broto

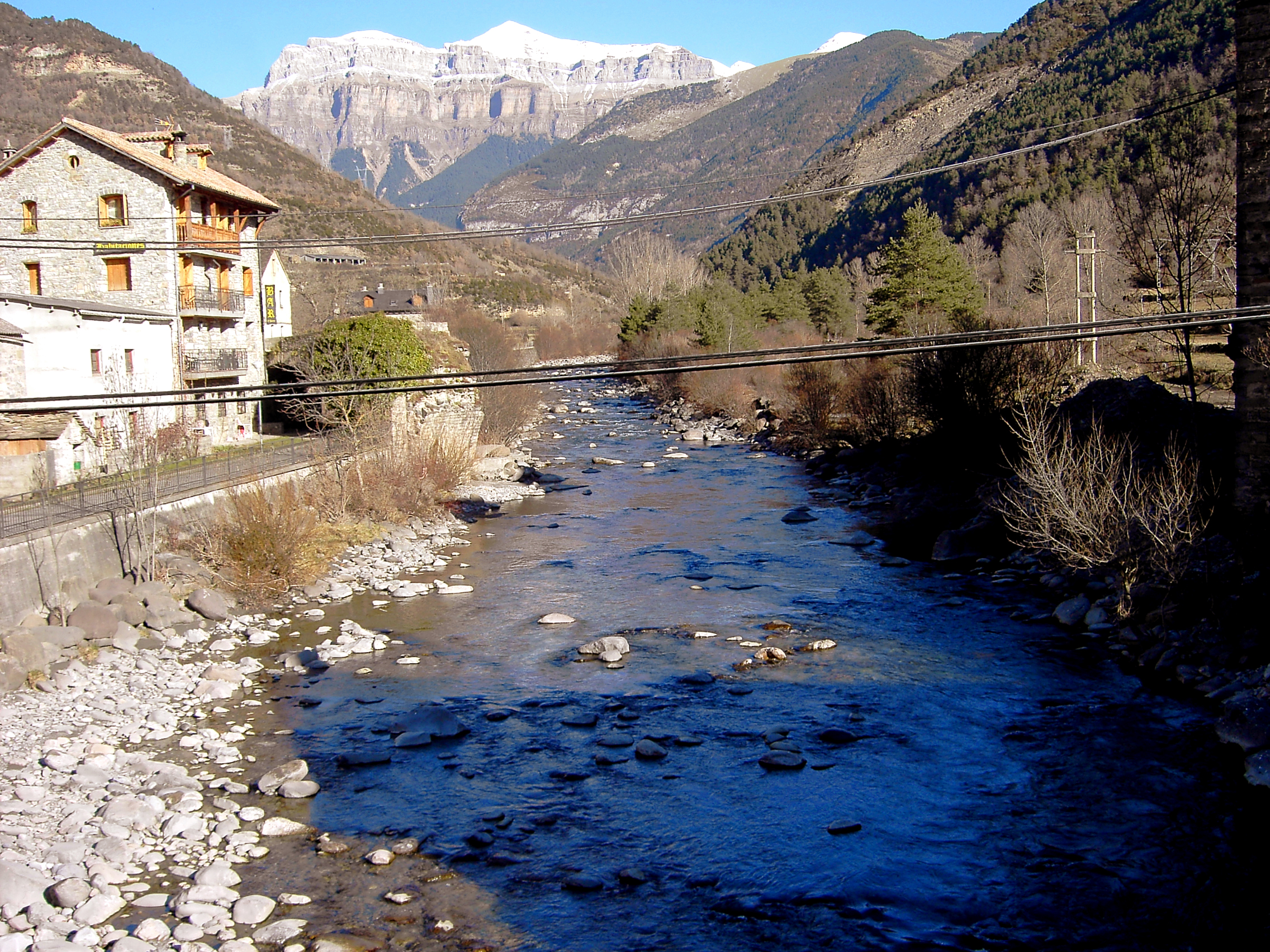
Río Ara a su paso por Broto.

El valle de Broto se encuentra en la vertiente sur de los Pirineos, en la comarca aragonesa de Sobrarbe, estando recorrido de norte a sur por el río Ara. Su capitalidad la ostenta la villa de Broto, que le da nombre.
Su cabecera la forman a su vez otros dos valles, perpendiculares al de Broto: valle del Ara y Ordesa. Ambos son fronterizos con el valle francés de Gavarnie, entre cuyos puertos destaca el de Bujaruelo.

## Pueblos
Las localidades que forman parte del valle son:
- Broto
- Torla-Ordesa
- Oto
- Buesa
- Sarvisé
- Asín de Broto
- Ayerbe de Broto
- Bergua
- Linás de Broto
- Fragen
- Viu de Linás
- Yosa